# Diskurspartikel
Diskurspartikeln oder Diskursmarker sind Wörter, die das Gespräch steuern und keine eigentliche semantische Bedeutung haben, wie zum Beispiel im Deutschen „also“ oder „ähm“.
Sie haben interaktionsstrategische Funktionen oder tragen zur Strukturierung von Äußerungen bei. Diskurspartikeln sind eine beliebte Wortklasse für Entlehnungen.
Die Breite der Partikelklasse ist abhängig von der Definition des Begriffes des Diskurses. Spricht Helmut Henne von Gesprächswörtern und beschreibt das Konzept nach dem Vorkommen, so sieht Deborah Schiffrin darin eine integrative Kategorie, welche sich auf die Kohärenz von Texten bezieht.